# Кук, Гарри
Гарри Питер Кук (англ. Garry Peter Cook; род. 10 января 1958) — британский легкоатлет, олимпийский медалист.

## Биография
Выступал за сборную Великобритании на летних Олимпийских играх 1984 года в Лос-Анджелесе, США в эстафете 4х400 метров, где вместе со своими товарищами по команде Криссом Акабуси, Тоддом Беннеттом и Филипом Брауном завоевал серебряную медаль. Он был рекордсменом мира в редкой эстафете 4×800 м в составе квартета, в который также входили Питер Эллиот, Стив Крам и Себастьян Коу. 30 августа 1982 года они пробежали 7 минут 3,89 секунды в «Crystal Palace».
Представлял Англию на дистанции 800 метров на Играх Содружества 1978 года в Эдмонтоне, Альберта, Канада. Четыре года спустя он представлял Англию и выиграл золотую медаль в эстафете 4 х 400 метров на Играх Содружества 1982 года в Брисбене, Квинсленд, Австралия, он также участвовал в соревнованиях на дистанции 800 метров.